# Từ Viên Lãng
Từ Viên Lãng (giản thể: 徐圆朗; phồn thể: 徐圓朗; bính âm: Xú Yuánlǎng, ? - 623) là một thủ lĩnh nổi dậy chống lại triều Tùy vào cuối thời gian trị vì của Tùy Dạng Đế. Ông từng quy phục trên danh nghĩa Lý Mật, Dương Đồng, Đậu Kiến Đức, và triều Đường. Sau khi Đậu Kiến Đức bị quân Đường đánh bại và giết chết vào năm 621, Từ Viên Lãng trong một thời gian ngắn lại quy phục triều Đường, song sau đó lại nổi dậy, liên minh với Lưu Hắc Thát. Ông tự xưng là Lỗ Vương. Năm 622, sau khi bị quân Đường đánh bại, Từ Viên Lãng bị giết trên đường trốn chạy, nước Lỗ cũng diệt vong.

## Nổi dậy ban đầu
Từ Viên Lãng là người Duyện châu (兗州, nay gần tương ứng với Tế Ninh, Sơn Đông). Ông nổi dậy chống lại sự cai trị của triều Tùy vào mùa xuân năm 617 hoặc trước đó, và sau khi chiếm được Đông Bình (東平, nay thuộc Hà Trạch, Sơn Đông), ông đã khuếch trương lãnh thổ của mình, trải dài từ Đông Bình đến Lang Da (琅邪, nay thuộc Lâm Nghi, Sơn Đông), và có trên hai vạn lính.

## Quy phục
Vào mùa xuân năm 618, sau khi Ngụy công Lý Mật (một thủ lĩnh nổi dậy khác) đại thắng trước tướng Tùy là Vương Thế Sung và tiếp cận đông đô Lạc Dương, Từ Viên Lãng cũng một vài thủ lĩnh nổi dậy lớn khác đã quy phục Lý Mật trên danh nghĩa và dâng biểu thỉnh cầu Lý Mật xưng đế, song Lý Mật từ chối. Sau khi Vương Thế Sung đánh bại Lý Mật vào năm 619, Từ Viên Lãng quay sang quy phục hoàng đế Dương Đồng tại Lạc Dương, tuy nhiên ông cũng sai sứ dâng biểu xin quy phục Đường Cao Tổ và được phong tước Lỗ quận công. Sau khi Vương Thế Sung buộc Dương Đồng phải thiện nhượng, lập ra nước Trịnh, Từ Viên Lãng quy phục Trịnh trên danh nghĩa. Vào mùa đông năm 619, Hạ vương Đậu Kiến Đức (một thủ lĩnh nổi dậy khác) đã chinh phục lãnh thổ Đường ở bờ bắc Hoàng Hà, Từ Viên Lãng quy phục nước Hạ. Năm 621, khi hoàng tử Đường là Lý Thế Dân suất quân tiến công nước Trịnh, Đậu Kiến Đức đã trưng dụng quân của Từ Viên Lãng để cứu viện Vương Thế Sung. Cũng trong năm đó, Lý Thế Dân đánh bại và bắt giữ Đậu Kiến Đức, Vương Thế Sung cũng hàng phục Lý Thế Dân. Sau đó, Từ Viên Lãng quy phục triều Đường và được trao chức Duyện châu tổng quản, Lỗ quận công.

## Phản Đường và qua đời
Cũng vào năm 621, tướng cũ của Đậu Kiến Đức là Lưu Hắc Thát đã nổi dậy chống lại triều Đường, nhanh chóng tái chiếm hầu hết lãnh thổ cũ của Đậu Kiến Đức. Sau khi Lưu Hắc Thát liên lạc với Từ Viên Lãng, phong Từ Viên Lãng làm 'đại hành đài nguyên soái'. Từ Viên Lãng cũng nổi dậy và bắt được tướng Đường là Thịnh Ngạn Sư (盛彥師) và nhận được sự ủng hộ của tám châu Duyện, Vận, Trần, Kỉ, Y, Lạc, Tào, Đái. Từ Viên Lãng buộc Thịnh Ngạn Sư phải viết thư cho kì đệ đang giữ chức tại Ngu Thành (虞城, nay thuộc Thương Khâu, Hà Nam) khuyên hàng, song Thịnh Ngạn Sư lại viết thư bảo kì đệ trung thành và không phản lại Đường. Sau khi trông thấy bức thư, Từ Viên Lãng cho rằng Thịnh là một người trọng nghĩa nên nói rằng sẽ không giết. Mùa đông năm 621, Từ Viên Lãng xưng là Lỗ Vương.
Năm sau đó, người dân địa phương do dự trong việc nên theo Lỗ hay Đường. Vào mùa hè năm 622, sau khi Lý Thế Dân đánh bại Lưu Hắc Thát, Lưu Hắc Thát tạm thời phải chạy trốn sang Đông Đột Quyết, Từ Viên Lãng hoảng sợ và không biết phải làm sao. Theo đề xuất của thuộc hạ là Lưu Phục Lễ (劉復禮), thoạt đầu Từ Viên Lãng định nghênh đón một thủ lĩnh nổi dậy khác là Lưu Thế Triệt (劉世徹) đến làm thủ lĩnh của mình do người này có danh tiếng, song khi Lưu Thế Triệt đến, Từ Viên Lãng lại nhớ đến chuyện Trạch Nhượng bị Lý Mật giết chết lúc trước nên chỉ cho Lưu Thế Triệt làm tướng. Sau đó, do nghi ngờ Lưu Thế Triệt, Từ Viên Lãng đã sát hại Lưu. Tuy nhiên, do phải hứng chịu các cuộc tấn công từ Lý Thế Dân và Lý Thần Thông (李神通), lãnh thổ của Từ Viên Lãng tiếp tục thu hẹp lại. Lý Thế Dân sau đó đã quay về kinh thành Trường An của Đường, song lệnh Lý Thần Thông, Lý Thế Tích và Nhâm Côi (任瓌) tiếp tục tiến công Từ Viên Lãng.
Đến mùa xuân năm 623, quân Đường bao vây kinh thành ở Duyện châu của Lỗ, quân Lỗ lũ lượt đầu hàng. Từ Viên Lãng tuyệt vọng và đã ra khỏi thành, chạy trốn chỉ với vài kị binh. Sau đó, ông bị dã nhân giết chết. Lãnh thổ của Từ Viên Lãng rơi vào tay triều Đường.